# Zinebi
El Festival Internacional de Cinema Documental i Curtmetratge de Bilbao (ZINEBI) és un festival internacional de cinema anual que se celebra a Bilbao des de 1959. Premia curtmetratges (de ficció, documentals i animació), llargmetratges dirigits per realitzadors novells i projectes documentals.

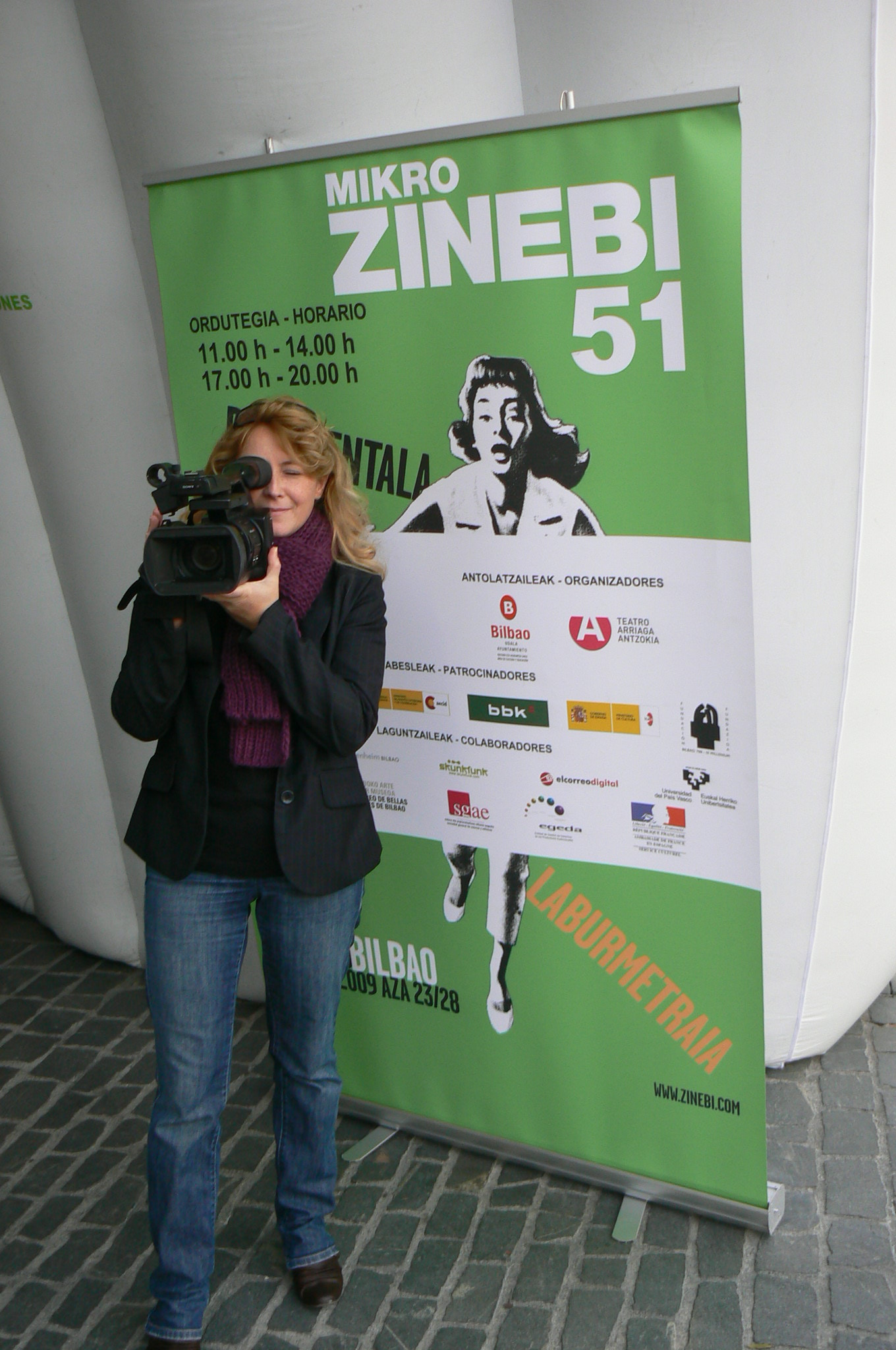
Gabriele Neudecker a l'edició de 2009.

Des de 1974, és l'únic festival internacional d'Espanya reconegut per la FIAPF en la categoria de documental i curtmetratge. També ha estat acreditat per l'Acadèmia de les Arts i les Ciències Cinematogràfiques com a classificatori per als Oscar, per als BAFTA que atorga la indústria cinematogràfica britànica, per als Premis Goya espanyols i, des de 2021, per als Premis del Cinema Europeu que concedeix anualment la Acadèmia del Cinema Europeu.
Organitzat pel Teatre Arriaga, el festival compta en l'actualitat amb finançament institucional i patrocini del Ajuntament de Bilbao.
La secció oficial del festival està formada per dues competicions:
- Concurs Internacional de Curtmetratge (animació, ficció i documental).[5]
- Concurs Internacional ZIFF - ZINEBI FIRST FILM, de llargmetratges opera prima.

A més, compta amb altres seccions no competitives:
- BEAUTIFUL DOCS - Panorama de documentals del món.
- Bertoko Begiradak - Mirades des d'Euskadi, secció dedicada a la producció de llargmetratges i curtmetratges bascos.

També organitza cicles temàtics i retrospectives, així com projeccions especials entorn de cineastes o temàtiques concretes.
Amb el nom ZINEBI Meetings, el festival organitza taules rodones, tallers, conferencies, performances, trobades amb directors/as i festes amb música en directe.

## Premis
- Gran premi de ZINEBI
- Gran premi del cinema basc
- Gran premi del cinema espanyol
- Gran premi ZIFF-ZINEBI First Film
- Mikeldi al curtmetratge de ficció
- Mikeldi al curtmetratge d'animació
- Mikeldi al curtmetratge documental
- Premi al guió-Fundació SGAE[6]
- Premi del públic EITB
- Premi Cineclub FAS
- Premi Unicef[7]